# Mark Heyman
Mark Heyman est un scénariste américain, né à Santa Fe, Nouveau-Mexique.

## Filmographie
Scénariste
- 2010 : Black Swan
- 2013 : The Skeleton Twins
- 2023 : The Boogeyman de Rob Savage

Coproducteur
- 2008 : The Wrestler

Assistant-réalisateur
- 2006 : The Fountain

## Distinctions
Récompenses
- Austin Film Critics Association
  - Meilleur scénario original 2010 (Black Swan)

Nominations
- Saturn Award :
  - Saturn Award du meilleur scénario 2011 (Black Swan)
- British Academy Film and Television Arts Awards :
  - British Academy Film Award du meilleur scénario original 2011 (Black Swan)
- Critics' Choice Movie Awards :
  - Critics' Choice Movie Award du meilleur scénario original 2011 (Black Swan)
- Central Ohio Film Critics Association :
  - Meilleur scénario original 2011 (Black Swan)
- Chicago Film Critics Association :
  - Meilleur scénario original 2010 (Black Swan)
- Las Vegas Film Critics Society :
  - Meilleur scénario 2010 (Black Swan)
- Online Film Critics Society :
  - Meilleur scénario original 2011 (Black Swan)
- Phoenix Film Critics Society :
  - Meilleur scénario original 2010 (Black Swan)
- Washington D.C. Area Film Critics Association :
  - Meilleur scénario original 2010 (Black Swan)
- Writers Guild of America Awards :
  - Meilleur scénario original 2011 (Black Swan)